# Хомяков, Александр Александрович
Алекса́ндр Алекса́ндрович Хомяко́в (25 августа 1932, Азов, Северо-Кавказский край — 20 марта 2014, Москва) — советский партийный и государственный деятель, первый секретарь Тамбовского и Саратовского обкомов КПСС.

## Биография
В 1955 году окончил Новочеркасский политехнический институт (инженер-механик). Кандидат экономических наук.
В 1955—1958 — мастер, потом заместитель начальника цеха Краснодарского завода измерительных приборов (ЗИП). В 1958—62 гг. — заведующий отделом горкома, секретарь Краснодарского горкома ВЛКСМ. В 1958 году вступил в КПСС.
- 1962—65 гг. — заведующий отделом промышленности Краснодарского горкома КПСС,
- 1965—69 гг. — секретарь Краснодарского горкома КПСС,
- 1969—71 гг. — секретарь Краснодарского крайкома КПСС,
- 1971—78 гг. — второй секретарь Краснодарского крайкома КПСС[2],
- 1978—85 гг. — первый секретарь Тамбовского обкома КПСС[3]. В этот период в области было произведено 23 % оборудования для переработки полимерных материалов, 9,1 % химического оборудования, 4,1 % шерстяных тканей, 7,3 % сахара от общего объёма выпуска по РСФСР.
- 1985—89 гг. — первый секретарь Саратовского обкома КПСС[4].

В 1989—90 гг. — заместитель Председателя Совета министров РСФСР, председатель Госплана РСФСР. В 1990—91 гг. — первый заместитель председателя Государственного комитета РСФСР по экономике.
Делегат XXVI, XXVII и XXVIII съездов КПСС, где избирался членом ЦК КПСС (1981—1990). Депутат (от Краснодарского края) Верховного Совета РСФСР 8-го (1971—1975) и 9-го (1971—1975) созывов. Депутат (от Тамбовской области) Совета Союза Верховного Совета СССР 10-го (1979—1984) и 11-го (1984—1989) созывов. Народный депутат СССР от Ершовского территориального избирательного округа № 288 (1989—1991).
Похоронен на Троекуровском кладбище.

## Награды и звания
Награждён орденом «Знак Почёта» (1966), двумя орденами Трудового Красного Знамени (1971, 1976), орденом Октябрьской Революции (1973), орденом Ленина (1982), медалями «За доблестный труд. В ознаменование 100-летия со дня рождения В. И. Ленина» (1976), «Ветеран труда» (1987).